# Фінал кубка СРСР з футболу 1975
34-й фінал кубка СРСР з футболу відбувся на Центральному стадіоні в Москві 9 серпня 1975 року. У грі взяли участь єреванський «Арарат» і ворошиловоградська «Зоря».

## Претенденти
- «Арарат» (Єреван) — чемпіон СРСР (1973), володар Кубка СРСР (1973).

- «Зоря» — чемпіон СРСР (1972), фіналіст Кубка СРСР (1974).

## Шлях до фіналу
| «Арарат»    | «Арарат»          | Етап    | «Зоря»     | «Зоря»            |
| ----------- | ----------------- | ------- | ---------- | ----------------- |
|             |                   |         |            |                   |
| Суперник    | Рахунок           | Плей-оф | Суперник   | Рахунок           |
| «Крила Рад» | 4-1 (д)           | 1/16    | СКА (Р/Д)  | 1-0 (д)           |
| «Карпати»   | 1-0 (д)           | 1/8     | «Памір»    | 0-0, пен. 3-2 (г) |
| «Локомотив» | 1-1, пен. 5-3 (г) | 1/4     | «Пахтакор» | 0-0, пен. 4-2 (г) |
| «Динамо» Тб | 3-1 (д)           | 1/2     | ЦСКА       | 2-1 (д)           |

## Деталі матчу
| 9 серпня 1975 |

| «Арарат»                   | 2:1  | «Зоря»      |
| -------------------------- | ---- | ----------- |
| Андріасян 14' Маркаров 43' | Звіт | Кузнецов 8' |

| Центральний стадіон (Москва) Глядачів: 60 000 Арбітр: Володимир Руднєв (Москва) |

|               |                   |     |
|               |                   |     |
| ВР            | Альоша Абрамян    |     |
| ЗХ            | Санасар Геворкян  | 75' |
| ЗХ            | Арменак Саркісян  |     |
| ЗХ            | Олександр Мірзоян |     |
| ЗХ            | Норайр Месропян   |     |
| ПЗ            | Аркадій Андріасян |     |
| ПЗ            | Сергій Бондаренко |     |
| НП            | Левон Іштоян      | 72' |
| НП            | Едуард Маркаров   |     |
| ПЗ            | Сурен Мартіросян  |     |
| НП            | Назар Петросян    |     |
| Запасні:      |                   |     |
| НП            | Самвел Петросян   | 72' |
| ПЗ            | Хорен Оганесян    |     |
| ПЗ            | Арутюн Мінасян    |     |
| ЗХ            | Армен Азарян      |     |
| ВР            | Норік Демірчян    |     |
| Тренер:       |                   |     |
| Віктор Маслов |                   |     |

|              |                     |  |
|              |                     |  |
| ВР           | Олександр Ткаченко  |  |
| ЗХ           | Микола Пінчук       |  |
| ЗХ           | Володимир Малигін   |  |
| ЗХ           | Олександр Авер'янов |  |
| ПЗ           | Юрій Васенін        |  |
| ЗХ           | Олександр Журавльов |  |
| ПЗ           | Віктор Кузнецов     |  |
| НП           | Володимир Білоусов  |  |
| НП           | Юрій Єлісєєв        |  |
| ПЗ           | Анатолій Куксов     |  |
| ПЗ           | Юрій Ковальов       |  |
| Запасні:     |                     |  |
| ЗХ           | Володимир Абрамов   |  |
| ПЗ           | Віктор Стульчин     |  |
| НП           | Сергій Андрєєв      |  |
| ПЗ           | Геннадій Гусєв      |  |
| ВР           | Леонід Клюєв        |  |
| Тренер:      |                     |  |
| Юрій Захаров |                     |  |